# Trzmielec północny
Trzmielec północny (Bombus flavidus) – gatunek pszczoły z rodziny pszczołowatych. 

## Wygląd
Mały gatunek trzmielca. Ubarwienie obu płci czarne z żółtymi paskami oraz rudym zakończeniem odwłoka. Trzmielec północny należy do grupy trudnych do rozróżnienia gatunków, w której oprócz niego znajdują się również trzmielec leśny i trzmielec górski. Ubarwienie, zazwyczaj z większym udziałem żółci niż u pozostałych gatunków z grupy, nie zawsze jest wystarczające do pewnego oznaczenia, a u samców zawodne bywają również cechy budowy ciała.

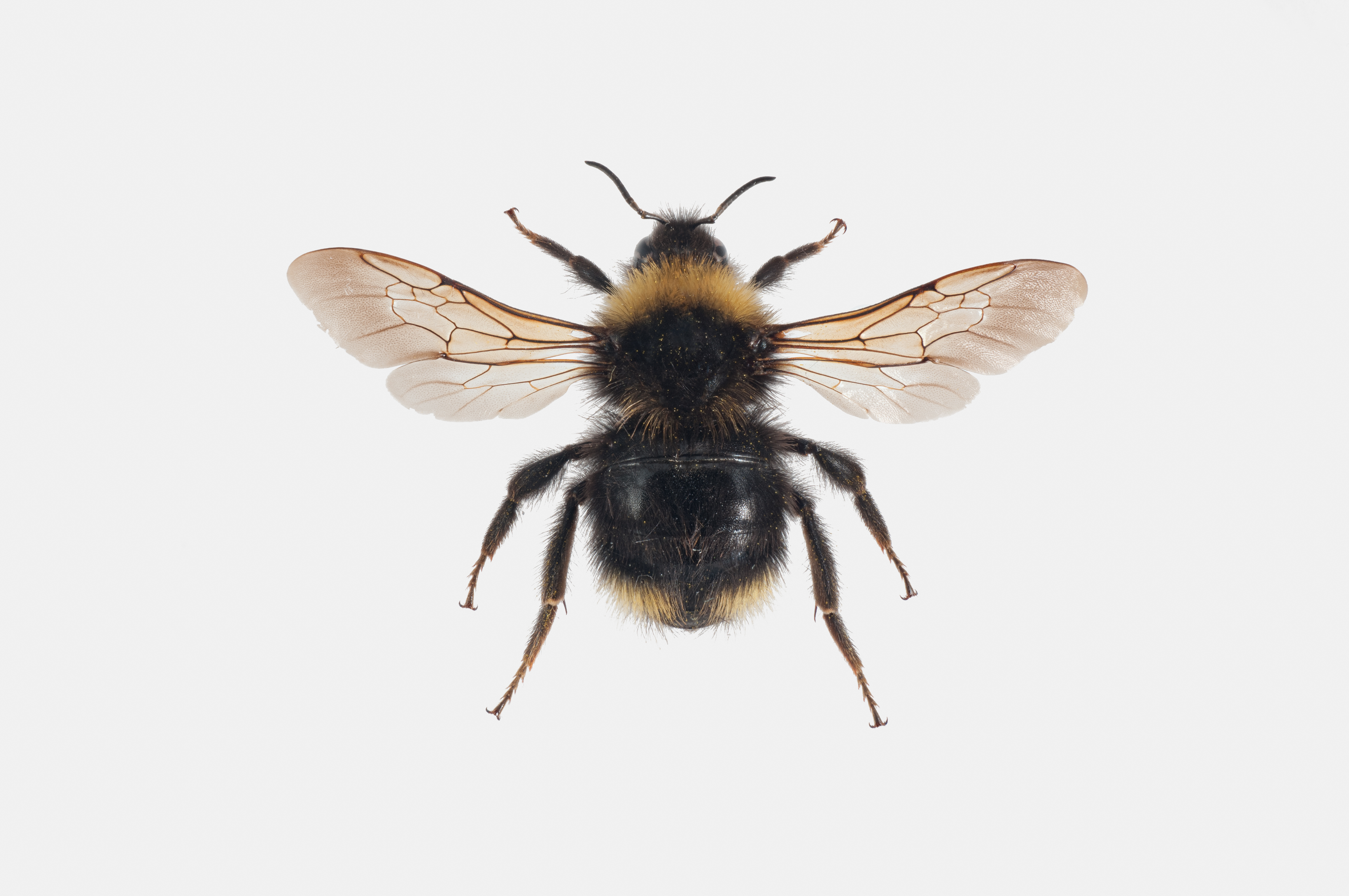
Samica
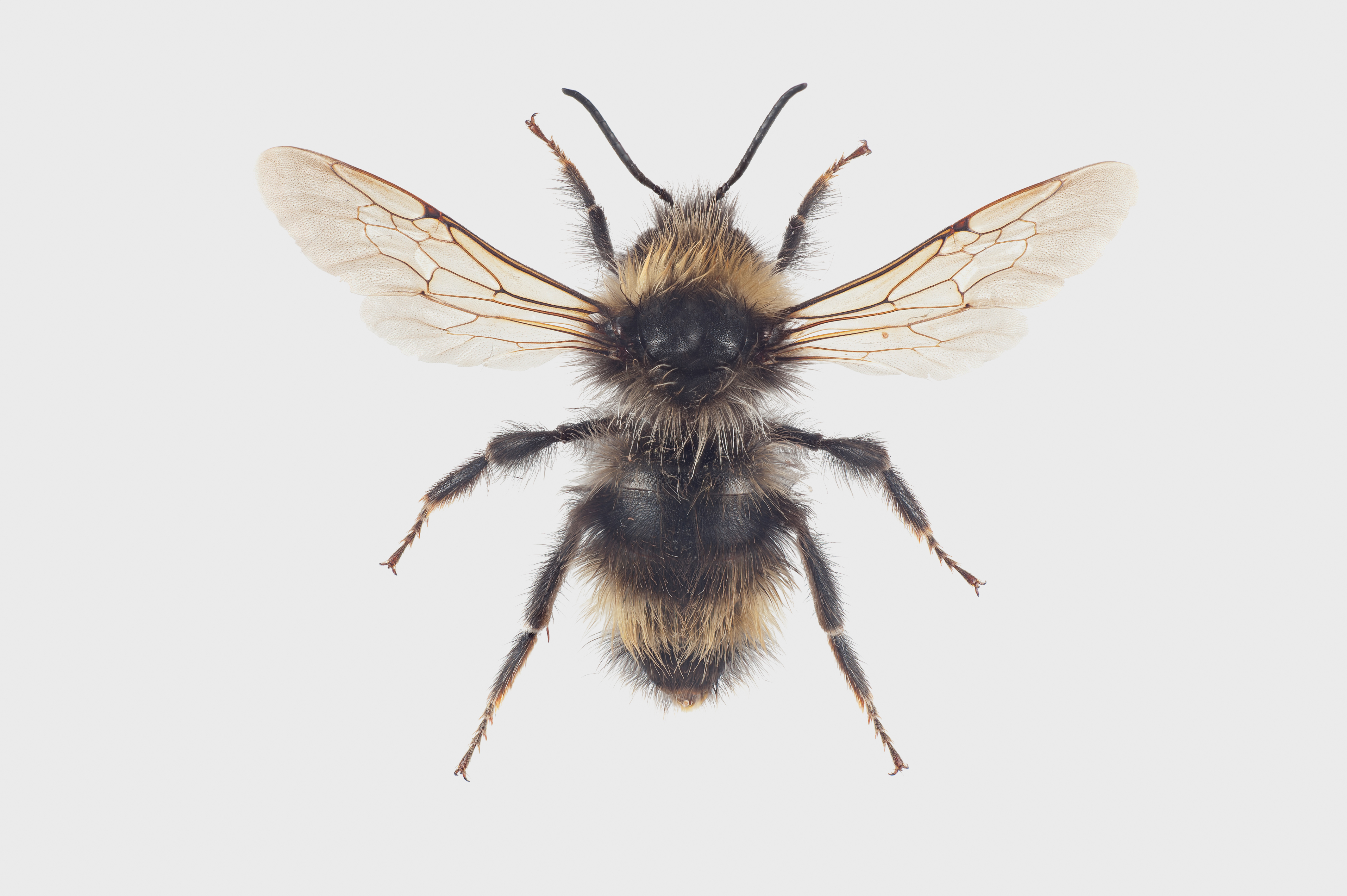
Samiec
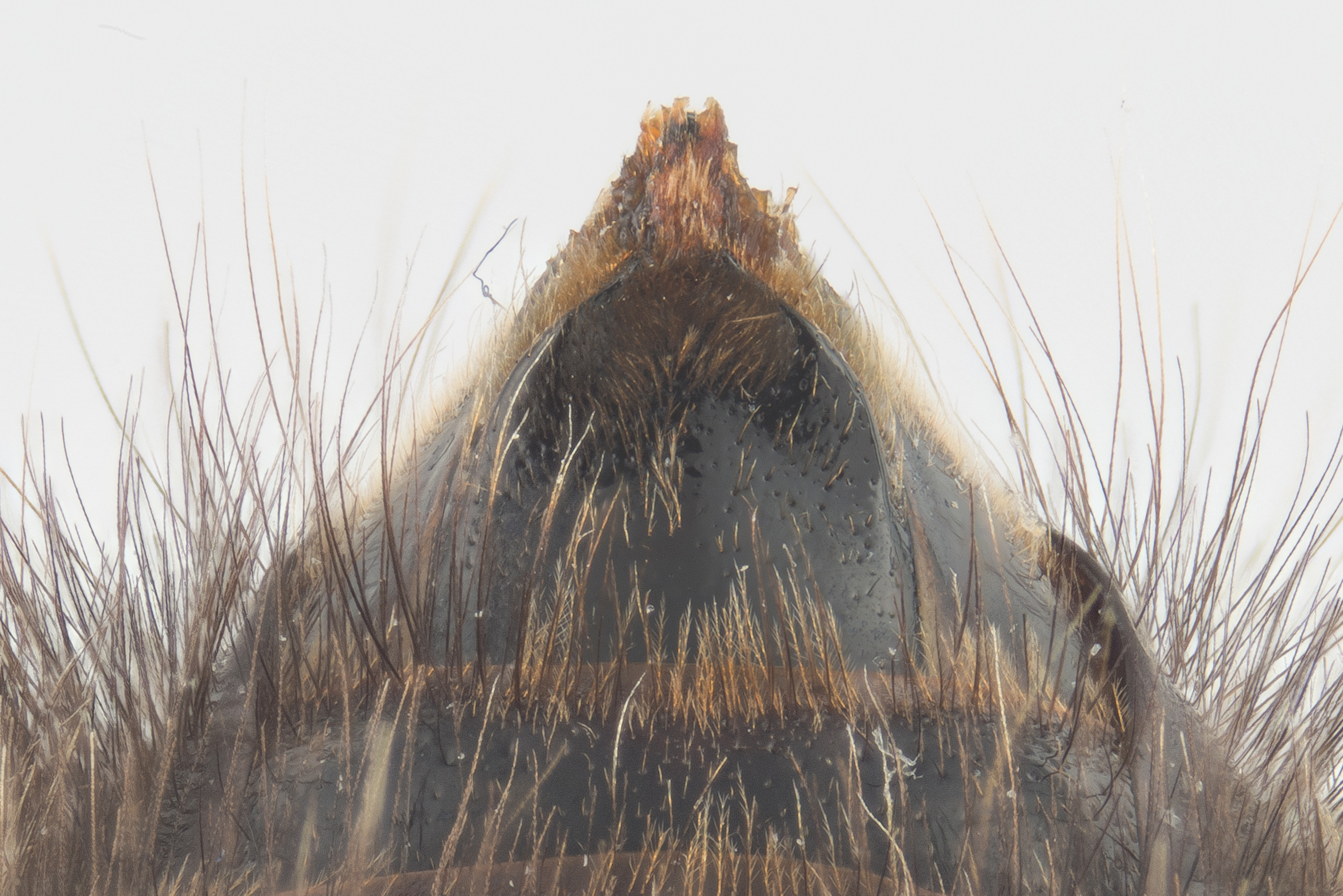
Ostatni sternit samicy trzmielca północnego; jego kształt i urzeźbienie należą do cech diagnostycznych u trzmielców
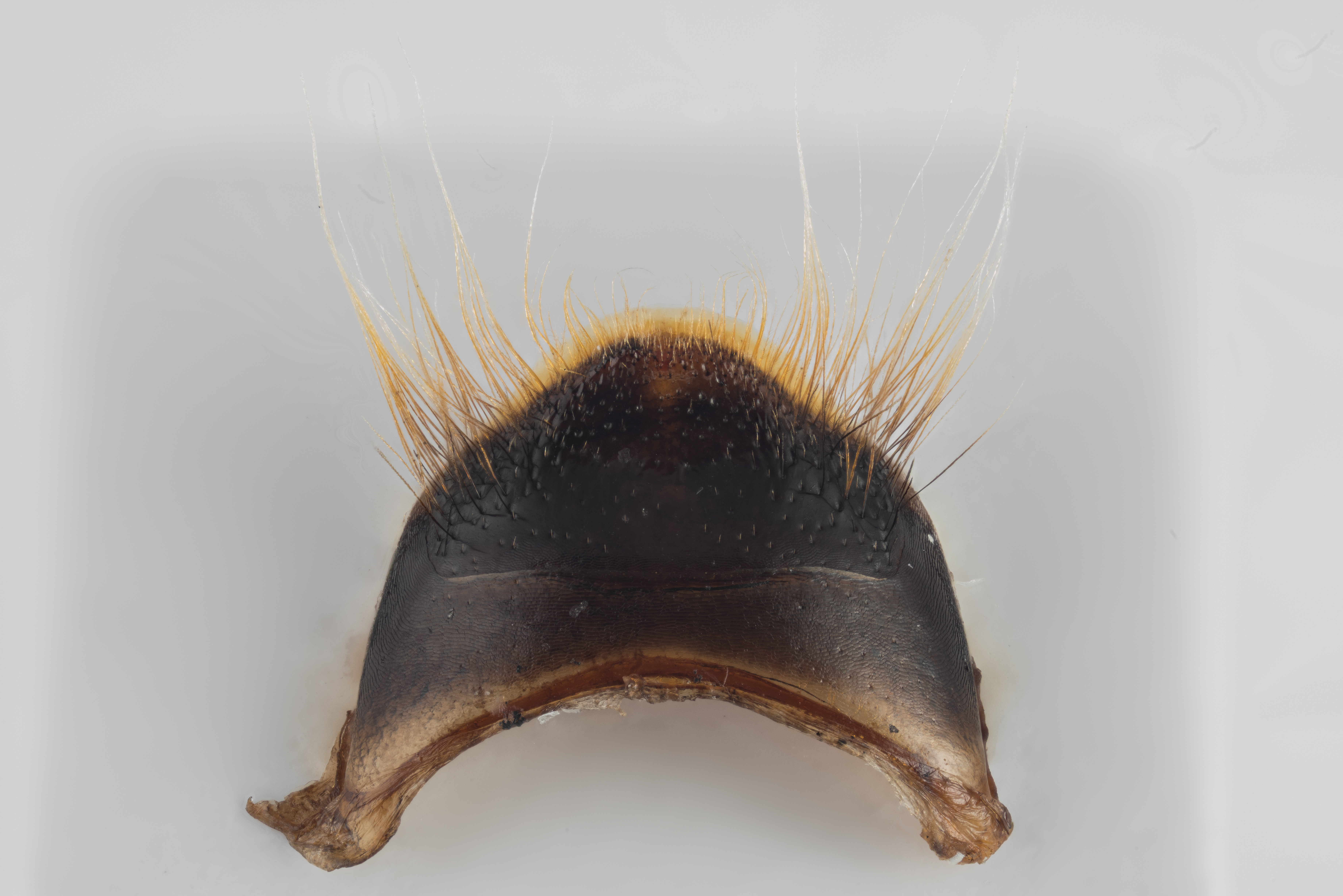
Szósty sternit samca trzmielca północnego; w przeciwieństwie do trzmielca leśnego(inne języki) i górskiego, sternit ten jest równo zgrubiały na końcu
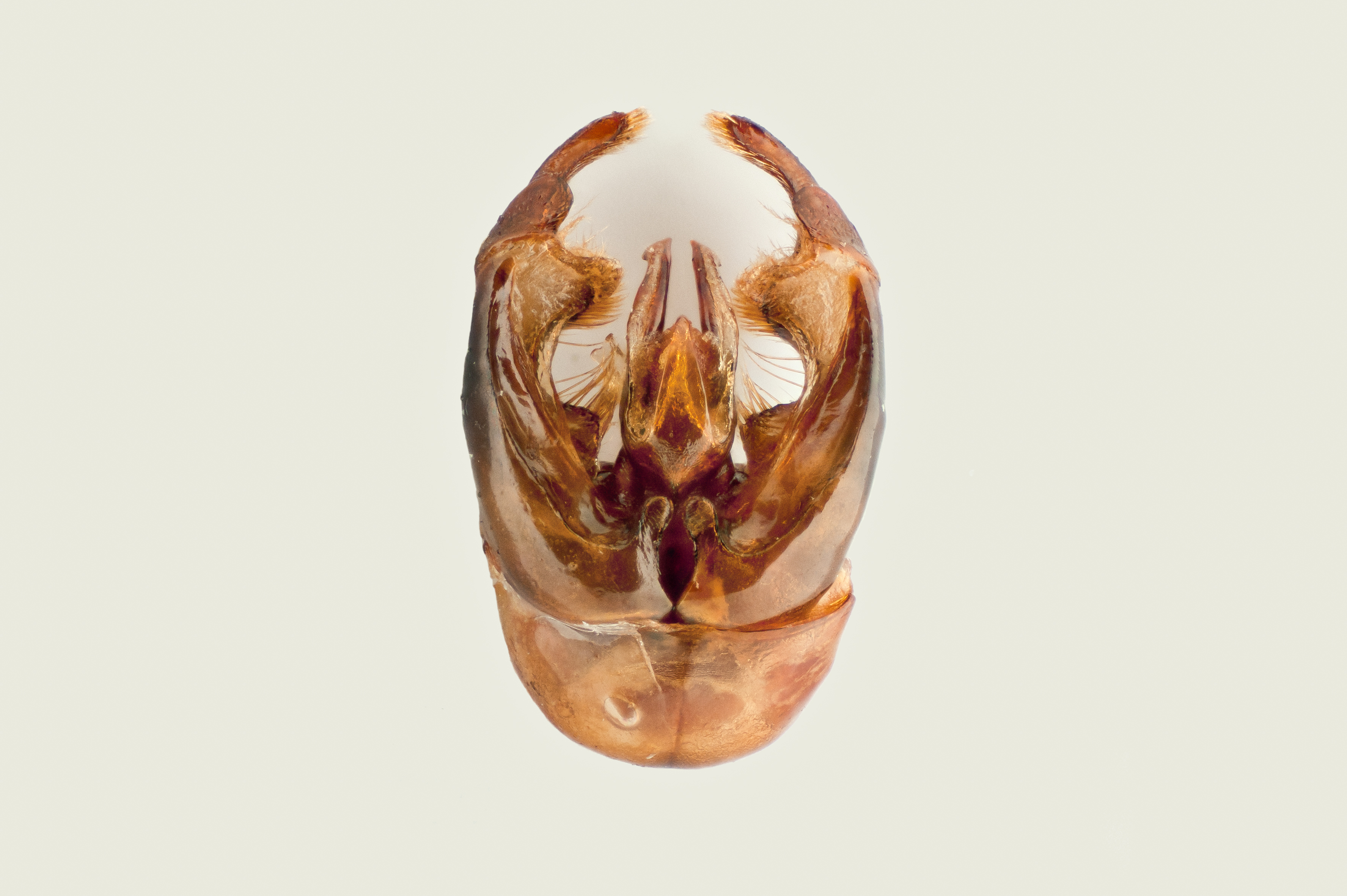
Aparat kopulacyjny samca trzmielca północnego

## Biologia
Podobnie jak pozostałe trzmielce, trzmielec północny jest pasożytem społecznym – samice nie budują własnych gniazd, ale zajmują gniazda trzmieli, gdzie składają jaja i zmuszają robotnice do wychowywania ich potomstwa. Gospodarzami trzmielca północnego są trzmiel wrzosowiskowy (Bombus jonellus) i wysokogórski (B. pyrenaeus), prawdopodobnie również B. monticola i B. cingulatus. Osobniki dorosłe aktywne od maja do lipca. Odwiedzają kwiaty wyłącznie na własne potrzeby (jako pasożyty nie zbierają pokarmu dla potomstwa). Do najczęściej odwiedzanych roślin należą osty i wierzbownice.

## Występowanie
Gatunek występuje w Alpach, Pirenejach, w Skandynawii i północnej Rosji, a także w Ameryce Północnej, gdzie dawniej był uważany za osobny gatunek Bombus fernaldae. W Polsce rzadki, obserwowany od lat 90. XX wieku, stwierdzany m.in. w Bieszczadach, Pojezierzu Kaszubskim i Równinie Charzykowskiej i w województwie lubuskim. Gatunek jest mocno zagrożony zmianami klimatu, w zależności od użytego modelu i scenariusza klimatycznego przewiduje się zmniejszenie jego zasięgu o 20 do 85%. Na europejskiej czerwonej liście pszczół z 2014 roku ma status LC. 

### Podgatunki
W Europie wyróżnia się dwa podgatunki trzmielca północnego:
- B. flavidus flavidus – występuje w północnej Rosji i na Płw. Skandynawskim,
- B. flavidus lutescens – występuje m.in. w Pirenejach i Alpach; ubarwienie jaśniejsze, bardziej żółte od podgatunku nominatywnego.